# Alejandra Barrales
María Alejandra Barrales Magdaleno (Ciudad de México, 17 de julio de 1967) es una política mexicana, miembro del partido Movimiento Ciudadano. Desde el 1 de septiembre de 2024 se desempeña como senadora de la República.
Fue militante del Partido de la Revolución Democrática (PRD) entre 2002 y 2019. Fue senadora por la Ciudad de México desde septiembre de 2012 hasta julio de 2015, cuando fue nombrada secretaria de Educación Pública de la Ciudad de México. En 2016 se convirtió en la cuarta mujer presidenta nacional del PRD, cargo que ocupó hasta 2017. Contendió como candidata a la jefatura de gobierno para la elección de 2018 de la Ciudad de México.
Dentro de su carrera como funcionaria pública ha sido dos veces diputada local en la Asamblea Legislativa y en una ocasión senadora de la República en la LXII Legislatura. Además, se desempeñó como titular de la Secretaría de Desarrollo Social en el Estado de Michoacán y secretaria de Turismo del Distrito Federal.

## Biografía
Estudió en el Instituto Tecnológico Autónomo de México (1996-1997). Obtuvo un diploma en Administración de Recursos Humanos y Administración Pública por la Universidad del Claustro de Sor Juana (1997) y una licenciatura en Derecho en la Universidad Mexicana UNIMEX (2005-2007). Realizó una maestría en Administración Pública en el Instituto Nacional de Administración Pública con la tesis de grado La Profesionalización de los Órganos Legislativos. El Caso de la Asamblea Legislativa del D.F. (2007-2009).
De 1988 a 2000 trabajó como sobrecargo de aviación en Mexicana de Aviación. En 2010, al presentarse una crisis económica en la aerolínea, se declaró en quiebra y despidió a más de 5000 sobrecargos. Así fue como comenzó su trayectoria en la lucha sindical en la Asociación Sindical de Sobrecargos de Aviación ASSA, primero como secretaria de prensa (1989-1991) y posteriormente, cuando tenía 27 años, como secretaria general (1995-2001). Como líder sindical, encabezó la voz del descontento de los y las sobrecargos, sobre todo de estas últimas, ya que, por ser mujeres, estaban sujetas a normas desiguales relacionadas con el estereotipo de género, tales como no subir de peso, usar falda y caminar siempre detrás del piloto. Alejandra Barrales encabezó la lucha garantizando mismas condiciones laborales para todas y todos y logró imponer una visión de derechos por encima de una lógica que reafirma la desigualdad de género.
Fue invitada a participar en dos movimientos nacionales encaminados a lograr nuevas formas de representación del sindicalismo mexicano: la Federación de Sindicatos de Empresas de Bienes y Servicios (FESEBS), en donde fungió como secretaria general  (1997-2000) y la Unión Nacional de Trabajadores (UNT), en la que ocupó la Vicepresidencia de Asuntos Políticos, Económicos y Sociales (1997).

### Trayectoria política
En el año 2000 fue electa por primera vez diputada de la Asamblea Legislativa del Distrito Federal.
En 2001 se incorporó al Gobierno del estado de Michoacán liderado por Lázaro Cárdenas Batel quien le encomendó la creación de la Secretaría de Desarrollo Social (2001-2002). En 2002 se incorporó al Partido de la Revolución Democrática.
En 2003 fue electa diputada local en la III Legislatura de la Asamblea Legislativa del Distrito Federal, cargo que dejó en 2006 para competir como candidata a Jefa Delegacional por la delegación Benito Juárez, elección que perdió contra el panista Germán de la Garza. 
De 2006 a 2008 asumió la Secretaría de Turismo del Gobierno del Distrito Federal en el gobierno de Marcelo Ebrard Casaubón. En 2008 fue electa presidenta del PRD en el Distrito Federal (2008-2009).
En las elecciones de 2009, Barrales fue electa diputada a la Asamblea Legislativa del Distrito Federal por el Distrito 13 con cabecera en la delegación Cuauhtémoc. Unos meses después fue designada coordinadora  de su bancada en ese órgano y presidenta de la Comisión de Gobierno.
En las elecciones de 2012, fue electa senadora de la República para la LXII Legislatura por el Distrito Federal, donde presidió la Comisión de Radio, Televisión y Cinematografía y formó parte de las comisiones del Distrito Federal, del Trabajo y Previsión Social, y de Relaciones Exteriores (2012-2015).
En julio de 2015 fue nombrada al frente de la Secretaría de Educación del Gobierno de DF, cargo al que renunció al postularse para la presidencia nacional del Partido de la Revolución Democrática.
El 16 de julio de 2016 fue electa por el Consejo Nacional del PRD nueva presidenta nacional del partido para el periodo 2014-2017 al sustituir a Agustín Basave Benítez, quien dejó el cargo el 2 de julio. Obtuvo 264 votos a favor, con los cuales superó al otro candidato registrado, Pablo Gómez, que sólo consiguió 58 votos. Las corrientes Nueva Izquierda, Alternativa Democrática Nacional, Izquierda Democrática Nacional, Grupo Galileos, Foro Nuevo Sol y Vanguardia Progresista pactaron llevar a Alejandra Barrales a la presidencia nacional del PRD y mantener a Beatriz Mojica en la secretaría general del partido.
En diciembre de 2017 se inscribió como precandidata del PRD para contender a la jefatura de la Ciudad de México.  por lo que solicitó licencia indefinida como senadora.
En 2018 fue candidata de la coalición "Por la Ciudad de México Al frente" para la Jefatura de Gobierno.
En 2019, Alejandra Barrales después de haber estado con un perfil bajo, anunció junto al senador por el Estado de México Juan Zepeda su renuncia al PRD.

## Controversias

### Revista H para Hombres
Como parte de una estrategia política, en 2006 la entonces diputada local de la Asamblea Legislativa del Distrito Federal, Alejandra Barrales accedió a participar para la revista "H para Hombres", tenía como objetivo, explicó a la revista, mostrar "que la belleza no está reñida con el poder". Así, junto a políticas como Brenda Arenas y Lorena Villavicencio aparecieron en la edición. En las imágenes, barrales hizo alusión a sus comienzos como sobrecargo en 1988.

### Departamento en Miami
El 20 de marzo de 2017, Univisión investiga reveló que Alejandra Barrales contaba con un departamento, de valor aproximado de 990 mil dólares.
Alejandra Barrales manifestó en comunicado de prensa que el departamento adquirido en la ciudad de Miami fue enumerado en su declaración al ingresar al Gobierno de la Ciudad de México como secretaria de Educación. Según comentó, el departamento había sido presentado desde el 31 de julio de 2015  en su declaración de bienes ante el Senado de la República.
Posterior a la entrevista realizada por Univisión Investiga, la entonces senadora envió una nota aclaratoria al Instituto Mexicano para la Competitividad A.C. (IMCO) y Transparencia Mexicana solicitando que se añada la propiedad en su declaración 3de3.

## Publicaciones
- Legislar para ayudar (2012) Fundación México Social Siglo XXI.
- Mujer de Palabra. (2018) Archivado el 7 de octubre de 2019 en Wayback Machine.